# Lucy R. Lippard
Lucy Lippard (Nueva York, 14 de abril de1937) es una escritora, crítica de arte, activista y comisaria de arte de los Estados Unidos. Lippard es una de las primeras escritoras en reconocer la obra "desmaterializada" en el arte conceptual y una de las primeras historiadoras del arte feminista.  Es la autora de 26 libros de arte contemporáneo y ha recibido numerosos premios y reconocimientos de arte y crítica literaria. Reside en Galisteo, Nuevo México.

## Vida y trabajo
Lucy Lippard nació el 14 de abril de 1937 en Nueva York y vivió en Nueva Orleans y Charlottesville, Virginia, antes de matricularse en la Abbot Academy en 1952. Después de graduarse en el Smith College 
trabajó con American Friends Service Committee en una ciudad mexicana, su primera experiencia en el extranjero. En 1962 finalizó un Master en historia de arte en el Instituto de Bellas Artes de Universidad de Nueva York.
En 1966, Lucy Lippard organizó la exposición Abstracción excéntrica en la galería Fischback de Nueva York. Con esta exposición, Lippard reunió a un grupo de artistas abstractos que incluía a Alice Adams, Louise Bourgeois, Lindsey Decker, Eva Hesse, Gary Kuehn, Bruce Nauman, Keith Sonnier y más. La exposición se centró en el «uso de la forma abstracta orgánica en la escultura que evoca el cuerpo con género a través de un énfasis en el proceso y los materiales». Lippard se refirió a la abstracción excéntrica como un «estilo no escultórico», que estaba más cerca de la pintura abstracta que de la escultura.
Lucy Lippard fue miembro del grupo populista de artistas políticos conocido como Art Workers Coalition, o AWC, que se fundó en Nueva York en 1969. Su participación en la AWC, así como un viaje que realizó a Argentina (tales viajes reforzaron las motivaciones políticas de muchas feministas de la época), influyeron en un cambio en el enfoque de su crítica, de temas formalistas a otros más feministas. También se cree que Lucy Lippard es cofundadora de West-East Bag, una red internacional de mujeres artistas que se fundó en 1971, en los inicios del movimiento de arte feminista en los Estados Unidos. Su boletín W.E.B. mencionó tácticas utilizadas contra los museos para protestar por la falta de representación femenina en las colecciones y exposiciones de los museos. El grupo se disolvió en 1973.
En 1975, Lippard viajó a Australia y habló con grupos de mujeres artistas en Melbourne y Adelaida sobre la creación de archivos de trabajos de mujeres artistas en diapositivas fotográficas, conocidos como registros de diapositivas, por West-East Bag, con la idea de contrarrestar su falta de exhibiciones en galerías de arte. Lippard tuvo una gran influencia en el establecimiento del  Women's Art Movement (WAM) fundado en Australia, y desarrolló una amistad con su destacada defensora Vivienne Binns, quien más tarde visitó Nueva York.
En 1976, Lucy Lippard publicó una obra monográfica sobre la escultora Eva Hesse que combina biografía y crítica, análisis formal y lecturas psicológicas para contar la historia de su vida y carrera. El libro fue diseñado por el amigo y colega de Hesse, Sol LeWitt. Cada una de sus setenta esculturas y muchos de sus dibujos se reproducen y analizan en el libro. Como amiga de Hesse desde hace mucho tiempo, Lippard transita por una delgada línea entre la vida pública y privada. Escribe sobre los logros y las muchas luchas en la vida de Hesse que tuvieron un impacto en quién era como persona. Eva Hesse nació en 1936, en Alemania, pero debido a su educación judía, ella y su familia se vieron obligados a huir del régimen nazi en 1938, llegando a Nueva York en 1939. Durante su huida, el padre de Hesse mantuvo diarios del viaje para cada uno de los hijos, un hábito al que Hesse regresó más tarde en su vida. En estos diarios, habló sobre las luchas en su vida. Hesse es una artista estadounidense conocida por su uso innovador de materiales en sus esculturas, como fibra de vidrio, látex y plásticos. Este uso innovador de materiales "blandos" se ha convertido en una fuente de inspiración para una generación más joven de mujeres artistas. Lippard escribe además que, aunque Hesse murió antes de que el feminismo afectara al mundo del arte, era muy consciente de la forma en que su experiencia como mujer alteró su arte y su carrera. Al escribir esta importante obra sobre Eva Hesse, Lucy Lippard ha aprovechado su conocimiento y pasión por el feminismo, particularmente dentro del mundo del arte. Aunque el libro está agotado desde hace tiempo, este texto clásico sigue siendo un análisis crítico perspicaz y un homenaje a una importante artista femenina "cuyo genio se ha vuelto cada vez más evidente con el paso del tiempo".
Desde 1966, Lippard ha publicado 26 libros que se incluyen una novela, además de ensayos sobre feminismo, arte y política Ha recibido numerosos premios y reconocimientos de críticos literarios y asociaciones de arte. En 2012 realizó la exposición de su libro seminal, Six Years: The Dematerialization of the Art Object en el Museo de Brooklyn, llamada "Seis Años": Lucy R. Lippard y la Aparición del Arte Conceptual". Su investigación hacia la "desmaterialización" en el arte ha supuesto un referente en la comprensión del arte contemporáneo.
Cofundadora de Printed Matter, Inc (una librería de arte en la ciudad de Nueva York centrada en libros de artista), Heresies Collective, Political Art Documentation/Distribution (PAD/D), Artists Call Against U.S. Intervention in Central America y otras organizaciones de artistas, también ha comisariado más de 50 exposiciones, realizado performances, cómics, teatro de guerrilla y editado varias publicaciones independientes, incluida la decididamente local La Puente de Galisteo de su comunidad natal en Galisteo, Nuevo México, donde se trasladó a principios de los años 1990. Ella ha Infundió estética con política y desdeñó el desinterés por el activismo ético.
Fue entrevistada para la película !Women Art Revolution.
En 2023, publicó una autobiografía, Stuff: Instead of a Memoir.
Fue cofundadora del grupo Heresies Collective que produjo la revista feminista Heresies: A Feminist Publication on Art and Politics entre 1977 y 1993.

## Premios
- Beca Guggenheim (1968)
- Premio Frank Jewett Mather a su Crítica de la College Art Association (1975).
- Dos dotaciones del National Endowment for the Arts para sus investigaciones en el arte y la crítica.[22]
- Ha escrito crítica de arte para Art in America, The Village Voice, In These Times, and Z Magazine.
- Doctora honoris causa de Bellas Artes  de la Nova Scotia College of Art and Design en 2007.
- En 2012 la College Art Association le otorgó el premio Distinguished Feminist Award.
- La Universidad Otis College of Art and Design de los Ángeles la nombró doctora honoris causa en 2013 .[3]
- En 2015 le otorgaron el premio al reconocimiento de toda su trayectoria en la teoría del arte.[23][24]

## Libros y Publicaciones
- Cracking. Verlag Der Buchhandlung Walther Konig. 2017.[25]
- The altered landscape: Photographs of a changing environment.  Skira editore. 2012.[26]
- Dadas on art. Dover Publications Inc. 2007.[27]
- On the beaten track: tourism, art and place. New York: New Press. 1999.[28]
- The Lure of the Local: Senses of Place in a Multicentered Society. New York: New Press. 1998.
- Overlay: contemporary art and the art of prehistory. New Press. 1995.[29]
- Mixed blessings: new art in a multicultural America. New York: Pantheon Books. 1990.
- A different war: Vietnam in art. Bellingham, Wash: Whatcom Museum of History and Art. 1990.
- Get the message?: a decade of art for social change. New York: E.P. Dutton. 1984
- Eva Hesse. New York: New York University Press. 1976.
- I see/You mean. Los Ángeles: Chrysalis Books, 1979.
- From the center: feminist essays on women's art. New York: Dutton. 1976.[30]
- Six years: the dematerialization of the art object from 1966 to 1972; a cross-reference book of information on some esthetic boundaries. New York: Praeger. 1973.[31]
- Changing: essays in art criticism. New York: Dutton. 1971.
- Surrealists on art. Englewood Cliffs, N.J.: Prentice-Hall. 1970.
- Pop art. New York: Praeger. 1966.

Traducciones al castellano:
- Yo veo/Tú significas. Bilbao: consonni. 2016.[32]
- Seis años: la desmaterializacion del objeto artístico de 1966 a 1972. Madrid: Akal. 2004.[33][34]

## Exposiciones
- Seattle World's Fair Pavilion, septiembre de  1969
- Vancouver Art Gallery, 1970
- Centro de Arte e Communicion, Buenos Aires, 1971
- Valencia, CA, travelling throughout US and Europa, 1973-1974.[35][36]

- Brooklyn Museum, 2012-2013[37][38]

## Medios de comunicación
- Parallaxis: fifty-five points to view : a conversation with Lucy R. Lippard and Rina Swentzell. (1996) Denver, CO : Western States Arts Federation.
- From Conceptualism to Feminism: Lucy Lippard's Numbers Shows 1969-74. Afterall Books.
- Radio Show Consonni. Ficción, crítica cultural y feminismo. Azkuna Zentroa. Bilbao. 2017[39]